# Der Amokläufer

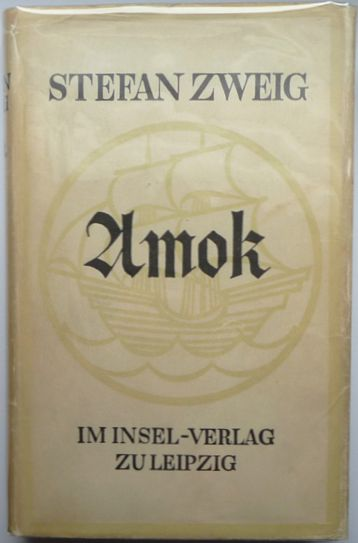
Umschlag der Neuausgabe von 1931 (Reihe der 2,50-M-Bücher)

Der Amokläufer ist eine Novelle des österreichischen Schriftstellers Stefan Zweig.
Sie wurde erstmals am 4. Juni 1922 in der Wiener Tageszeitung Neue Freie Presse veröffentlicht und ist wenig später in der Novellensammlung Amok: Novellen einer Leidenschaft im Leipziger Insel Verlag in einer Auflage von 10.000 Exemplaren in Buchform erschienen. 1931 wurde das Buch in einer Volksausgabe mit 2 Auflagen (75.–125. und 126.–150. Tsd.) in der Reihe der „2.50-Mark-Bücher“ ediert, die auf eine Anregung von Stefan Zweig hin von Anton Kippenberg begonnen wurde. Zuvor war Zweig von Adalbert Droemer ein lukratives Angebot für eine Volksausgabe im Th. Knauer Verlag unterbreitet worden, das er jedoch zu Gunsten der daraufhin im Insel Verlag veranstalteten Volksausgabe ablehnte. Dort konnte der Novellenband im selben Jahr mit der letzten Auflage das 150. Tausend erreichen.
Wie mehrere andere Werke Zweigs, der seinerzeit vom Wirken Sigmund Freuds fasziniert war, hat auch Der Amokläufer einen starken psychologischen Hintergrund: Die Geschichte handelt von einer extremen Besessenheit, die den Helden dazu bringt, sein Berufs- und Privatleben dieser Leidenschaft zu opfern, und die ihn schließlich in den Freitod treibt.
Namensgebend für die Novelle ist der – damals noch wenig bekannte – Begriff Amok, der ursprünglich aus der indonesischen Kultur stammt und einen Rauschzustand beschreibt, in dem die betroffene Person in vermeintlich blinder Wut den Feind angreift und wahllos, ohne jede Rücksicht auf Gefahren, versucht, ihn sowie alle im Weg stehenden Personen zu töten.
Der Begriff Amok hat mittlerweile weitere Forschung und einen Bedeutungswandel erfahren.
Da Stefan Zweig auf die Liste der zu verbrennenden Bücher gesetzt wurde, wurden viele Exemplare der Novelle bei Bücherverbrennungen vernichtet.

## Handlung
In der Rahmenhandlung reist der namenlose Ich-Erzähler im Jahre 1912 mit dem Überseedampfer Oceania von Indonesien nach Europa. Bei einem nächtlichen Spaziergang auf dem Deck begegnet er einem Mann, der sichtlich verwirrt und ängstlich wirkt und jede Gesellschaft auf dem Schiff meidet. Eine Nacht darauf trifft der Ich-Erzähler diesen Mann erneut auf dem Deck an. Anfangs verlegen, vertraut dieser sich ihm an und erzählt seine Geschichte – die eigentliche Handlung der Novelle:
Er, ein Leipziger Arzt, hatte für eine Frau im Krankenhaus Geld unterschlagen und musste sich daher eine neue Betätigung fern der Heimat suchen. Er wurde von der holländischen Kolonialverwaltung nach Indonesien geschickt, um dort in einem kleinen und abgelegenen Ort als Arzt zu arbeiten. Die Einöde bedrückt ihn nach gewisser Zeit immer stärker, er fühlt sich dort „wie die Spinne im Netz regungslos seit Monaten schon“. Eines Tages erscheint bei ihm unerwartet eine weiße Frau – „die erste weiße Frau seit Jahren“ – die ihn fortan mit ihrer hochmütigen, kühlen Art fasziniert – etwas, was er bei den ehrfürchtigen und demütigen einheimischen Frauen nie erleben konnte. Im Laufe des Gesprächs stellt sich heraus, dass die Frau – eine Engländerin und Ehefrau eines holländischen Großkaufmanns – von ihm einen diskreten Schwangerschaftsabbruch wünscht. Sie ist bereit, dafür eine sehr hohe Geldsumme zu zahlen, wenn er danach Indonesien verlässt. Doch der Arzt, unerwartet gefesselt von einer plötzlichen Leidenschaft, verlangt von der Frau statt des Geldes eine gemeinsame Liebesnacht, woraufhin diese entrüstet das Haus verlässt.
Doch den Arzt überfällt seine Besessenheit noch stärker: Einem unzurechnungsfähigen Amokläufer ähnlich, verlässt er den Ort, reist zur nächsten Stadt und verfolgt die Frau bis an ihr Haus. Er sieht sie bei einem Ball wieder, kommt ihr aber nicht näher. Er steigert sich immer mehr in einen Rauschzustand hinein, im Zuge dessen schreibt er der Frau einen 20 Seiten langen, wirren Brief, der mit einer Selbstmorddrohung schließt. Er wird nur beantwortet mit einem abgerissenen Papierstreifen auf dem steht: „Zu spät“ und einer Zeile, der Arzt möge warten, ob man ihn brauche, was den Arzt in höchste Panik versetzt. Erst als er später gerufen wird, wird dem Arzt der Hintergrund klar:
Da sie auf keinen Fall wollte, dass ihre Schwangerschaft publik wird, vertraute sie sich einer einheimischen Engelmacherin an. Der Eingriff misslingt, und die Frau stirbt qualvoll. In ihrem Todeskampf nimmt sie dem Arzt den Schwur ab, alles zu tun, damit weder ihr Ehemann noch sonst jemand von der wahren Todesursache erfährt. Dieser ist nunmehr davon besessen, den letzten Wunsch der Frau zu erfüllen: Er überredet den zuständigen Amtsarzt gegen ein Versprechen, Indonesien umgehend und dauerhaft zu verlassen, einen falschen Totenschein auszustellen. Als der Ehemann der Toten diese mit der Oceania nach Europa überführen will, verlässt auch der Arzt – seine Karriere und Pension opfernd – mit dem gleichen Schiff Indonesien in Richtung Europa. Er will um jeden Preis verhindern, dass weitere Nachforschungen über die Todesursache der Frau angestellt werden. An Bord des Schiffs versteckt er sich vor allen anderen Passagieren, um dem Witwer nicht zu begegnen, und geht daher nur nachts aus seiner Kabine.
Als der Ich-Erzähler dem Arzt seine Hilfe anbietet, lehnt dieser das Angebot strikt ab, verschwindet und lässt sich seitdem nicht mehr blicken. Erst bei der Ankunft in Neapel erfährt der Erzähler aus den lokalen Zeitungen von einem „merkwürdigen Unfall“, der sich beim nächtlichen Entladen des Schiffs ereignet hat: Beim Heraustragen des Bleisargs mit den Überresten der Toten stürzte sich der Arzt vom hohen Bord auf den an einer Strickleiter befestigten Sarg und riss diesen mit in die Tiefe. Es konnte weder der „Amokläufer“ gerettet noch der Sarg geborgen werden.

## Ausgaben (Auswahl)
- Amok. Novellen einer Leidenschaft. Insel-Verlag, Leipzig 1922.
- Amok. Novellen einer Leidenschaft. Insel-Verlag, Leipzig 1931 (Neuausgabe in der Reihe der 2,50-M-Bücher).
- Der Amokläufer. Erzählungen. Gesammelte Werke in Einzelbänden. Hrsg. von Knut Beck. Fischer Taschenbücher, Frankfurt a. M. 1989.

## Verfilmungen
- 1927: Amok, Regie: Kote Marjanishvili  (Stummfilm)
- 1934: Amok, Regie: Fyodor Otsep
- 1944: Amok, Regie: Antonio Momplet, mit María Félix
- 1977: Amok. Regie: Martin Hollý junior
- 1993: Amok, Regie: Joël Farges,  mit Fanny Ardant

## Hörspiel
- 2006: Der Amokläufer. Deutschlandradio Kultur (52:58 Minuten, Regie: Ulrike Brinkmann, mit Michael König, Falk Rockstroh, Hans Teuscher)[3]